# Parti de l'unité marocaine
Le Parti de l'Unité Marocaine (en Arabe: حزب الوحدة المغربية, en Espagnol: Partido de La Unidad Marroquí) est un ancien parti politique marocain créé le 3 février 1937 par Mohamed El-Mekki Naciri à la suite de la dissolution du Comité d'action marocaine. Le parti opérait principalement dans la zone du Protectorat espagnol au Maroc et a été dissous en 1960. 
Le parti de l'unité marocaine était de mouvance nationaliste.

## Presse
Le Parti de l'Unité Marocaine avait plusieurs supports écrits, incluant:

### Arabophone
- الوحدة المغربية (L'Union marocaine)
- منبر الشعب (La Tribune du Peuple)
- الشعب (Le Peuple)

### Hispanophone
- La Unidad Marroquí (L'Union Marocaine - Directeur de publication: García Sañudo)[4]